# Krenon
Krenon (krenal) – strefa źródeł. Wyróżniana na podstawie kryteriów hydrobiologicznych strefa cieków obejmująca ich źródła. Rozróżniana jest właściwa strefa źródeł (eucrenon) i strefa źródliskowa obejmująca ich odpływy (hypocrenon). Organizmy zamieszkujące źródła to krenobionty.
Ze względu na zróżnicowanie źródeł (reokren, limnokren, helokren), są one zróżnicowanym siedliskiem dla organizmów. Z reguły jednak ze względu na pochodzenie wody z głębszych warstw, warunki w nich panujące są bardziej stałe niż w niższych odcinkach cieków, co sprzyja stenobiontom. Reokreny i helokreny zwykle są ubogie w składniki pokarmowe i w gatunki. Limnokreny z reguły są bogatszymi ekosystemami. Czasem warunki w różnych źródłach tworzących grupę są na tyle zróżnicowane, że ich biocenozy są odmienne. Tak jest w przypadku florydzkich Silver Springs, które są jednym z najbardziej produktywnych ekosystemów wodnych na Ziemi. 
W niektórych źródłach fitobentos zawiera gatunki typowe dla wód płynących i brak w nich gatunków ograniczonych do tego siedliska. Niektóre jednak występują w nich częściej, jak Meridion circulare, Staurosirella leptostauron, Staurosira construens, Nitzschia dissipata, Campylodiscus noricus, Achnanthidium minutissimum, Planothidium lanceolatum, Achnanthidium affine, Cocconeis placentula czy Denticula tenuis. Flora źródeł reokrenowych jest dość uboga, reprezentowana głównie przez mchy. Wśród zwierząt przeważają drobne gatunki, takie jak Psychrodromus olivaceus, Sperchon longissimus, Pedicia rivosa, Crunoecia irrorata, Bythinella dunkeri czy Anacaena globulus.
Szczególnie wyróżniają się biocenozy gorących źródeł. W gorętszych (powyżej 45°C) występują czasem prawie wyłącznie sinice. Najszerzej rozpowszechnione (kosmopolityczne) są Mastigocladus laminosus i Leptolyngbya laminosa, a nieco rzadziej Synechococcus lividus. W jeszcze wyższych temperaturach występują hipertermofile.